# Arthur Jeffrey Dempster
Arthur Jeffrey Dempster (14. srpna 1886 Toronto, Ontario – 11. března 1950 Stuart, Florida) byl kanadsko-americký fyzik nejlépe známý svou prací v oblasti hmotnostní spektrometrie a objevem izotopu uranu 235U v roce 1935.

## Raný život a vzdělání

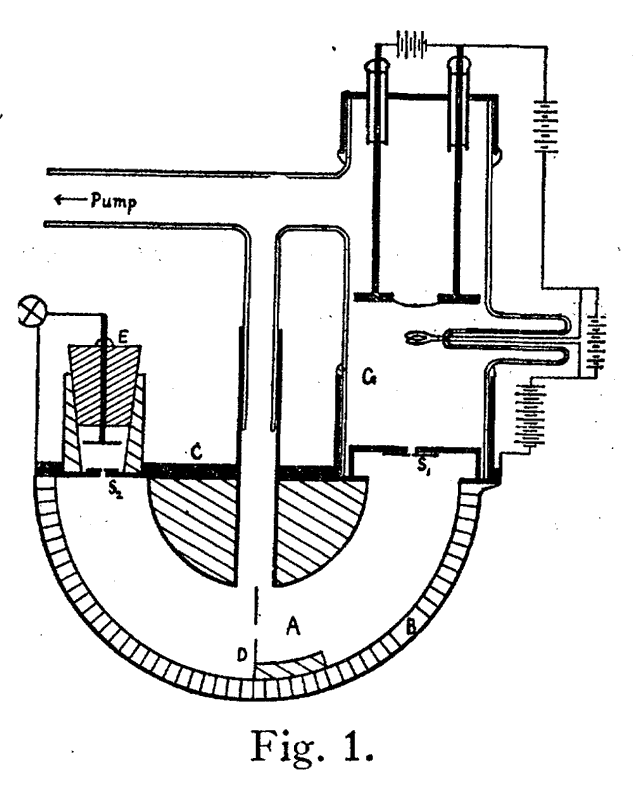
Dempsterův 180stupňový magnetický sektorový hmotnostní analyzátor.

Dempster se narodil v Torontu v kanadském Ontariu. Získal bakalářský a magisterský titul na Torontské univerzitě v roce 1909 a 1910. Odcestoval studovat do Německa, odkud odešel na počátku první světové války do Spojených států; tam získal titul Ph.D. ve fyzice na Chicagské univerzitě.

## Akademická kariéra
Dempster nastoupil na fakultu fyziky na Chicagské universitě v roce 1916 a zůstal tam až do své smrti v roce 1950.
Během druhé světové války pracoval na tajném projektu Manhattan s cílem vyvinout první jaderné zbraně na světě.
Od roku 1943 do roku 1946 byl Dempster hlavním fyzikem chicagské metalurgické laboratoře nebo „Met Lab“, která nedílně souvisela s projektem Manhattan a byla založena za účelem studia materiálů nezbytných pro výrobu atomových bomb.
V roce 1946 nastoupil na pozici ředitele divize v Argonne National Laboratory.
Dempster zemřel 11. března 1950 ve Stuartu na Floridě ve věku 63 let.

## Výzkum
V roce 1918 Dempster vyvinul první moderní hmotnostní spektrometr, vědecký přístroj umožňující fyzikům identifikovat sloučeniny podle hmotnosti prvků ve vzorku a určit izotopové složení prvků ve vzorku.  Dempsterův hmotnostní spektrometr byl více než 100krát přesnější než předchozí verze a vytvořil základní teorii a konstrukci hmotnostních spektrometrů, která se používá dodnes. Dempsterův výzkum během jeho kariéry se soustředil na hmotnostní spektrometr a jeho aplikace, což vedlo v roce 1935 k jeho objevu izotopu uranu 235U. Schopnost tohoto izotopu způsobit rychle se rozšiřující štěpnou jadernou řetězovou reakci umožnila vývoj atomové bomby a jaderné energie. Dempster byl také dobře známý jako odborník na anodové paprsky.